# الشيطان في الداخل
الشيطان في الداخل (بالإنجليزية: The Devil Inside)‏ هو فيلم رعب خارق للطبيعة أمريكي تم إنتاجه في سنة 2012 وهو من إخراج وليام برينت بيل وبطولة فرناندا أندراده وسيمون كوارترمان و إيفان هيلموث و سوزان كراولي. تم تصوير الفيلم على نمط الأفلام الوثائقية. على الرغم من كثرة الانتقادات لهذا الفيلم إلا أن أرباحه وصلت إلى 101 مليون دولار أمريكي.

## القصة
قصة الفيلم تتكلم عن امرأة مصابة بمس شيطاني قتلت عدة أشخاص في السابق ومحتجزة في مشفى للأمراض العقلية، تحاول إبنتها التي تركتها أن تنقذها وتتعاون مع عدة أشخاص لأجل ذلك.

## البطولة
- فرناندا أندراده بدور إيزابيلا روسي
- سيمون كوارترمان بدور الأب بين راولنغز
- إيفان هيلموث بدور الأب ديفيد كين
- يونوت غراما بدور مايكل شايفر
- سوزان كراولي بدور ماريا روسي
- بوني مورغان بدور روزاليتا
- براين جونسون بدور الضابط درايفوس
- بريستون جيمس هيلر بدور معد التقرير
- دي تي كارني بدور المحقق
- جون بروسكي بدور الأب كريستوفر أيمس

## التقييم
مع أن الفيلم حقق أرباح عالية في دور السينما إلا أنه لم يلاقي ترحيب النقاد. حيث حصل على تقييم 6% في موقع الطماطم الفاسدة، وذكر أحد النقاد فيه أن الفيلم كان عادي ولم يكن مرعب وأن نهايته كانت واحدة من أسوأ التي شاهدها.

## وصلات خارجية
- الشيطان في الداخل على موقع IMDb (الإنجليزية)
- الشيطان في الداخل على موقع ميتاكريتيك (الإنجليزية)
- الشيطان في الداخل على موقع روتن توميتوز (الإنجليزية)
- الشيطان في الداخل على موقع نتفليكس (الإنجليزية)
- الشيطان في الداخل على موقع قاعدة بيانات الأفلام العربية
- الشيطان في الداخل على موقع ألو سيني (الفرنسية)
- الشيطان في الداخل على موقع Turner Classic Movies (الإنجليزية)
- الشيطان في الداخل على موقع أول موفي (الإنجليزية)
- الشيطان في الداخل على موقع بوكس أوفيس موجو (الإنجليزية)
- الشيطان في الداخل على موقع فيلمافينيتي (الإسبانية)
- الشيطان في الداخل على قاعدة بيانات الأفلام على الإنترنت